# Critiche a Microsoft
Numerose sono le critiche a Microsoft, riguardanti vari aspetti delle sue politiche di commercio e pratiche di lavoro; le accuse più importanti avanzate a Microsoft sono di corruzione di istituti, imposizioni "furbe" di copyright, pratiche di lavoro quali la ritenzione forzata degli impiegati, profit lock-in, pubblicità ingannevoli.

## Profit lock-in

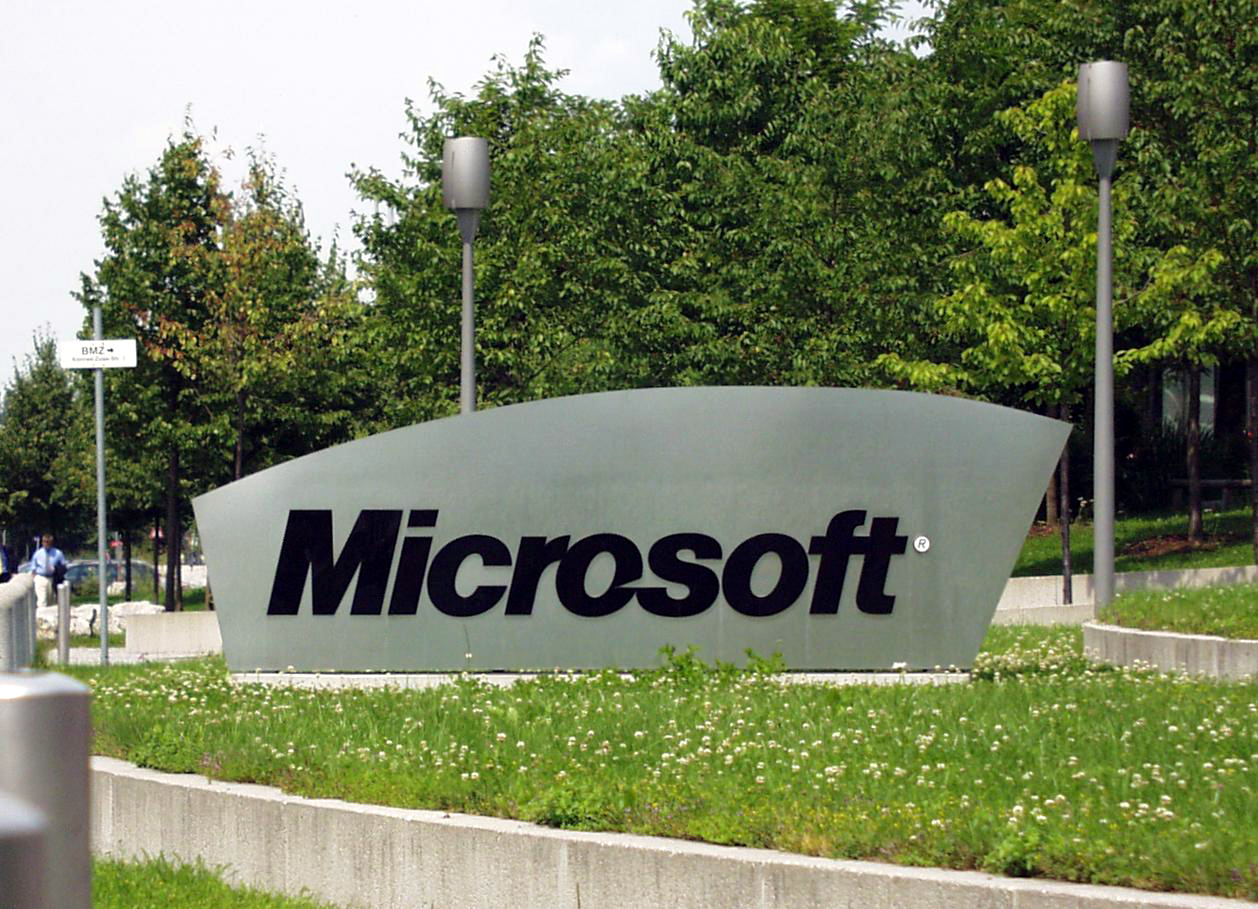
L'insegna con il logo della Microsoft presso l'ingresso del campus Microsoft tedesco

Sin dalle sue origini Microsoft si è definita come una compagnia-piattaforma e contemporaneamente ha compreso l'importanza di attirare a sé programmatori di terze parti. Per fare ciò ha creato numerosi strumenti di sviluppo e corsi formativi, nonché dato ai programmatori esterni la possibilità di accedere alle proprie interfacce di programmazione (Windows API).
Benché l'ubiquità dei software Microsoft che ne risulta permetta agli utenti di beneficiare delle esternalità di rete (a vantaggio sia del produttore che dell'utente finale), i critici denunciano quella che loro considerano la strategia dell'«abbraccia, estendi ed estingui» («embrace, extend and extinguish»): Microsoft più volte ha pubblicamente supportato l'uso di standard proposti da diverse organizzazioni (quali il W3C o l'IETF), per poi estenderli e farsi proprietario di tali estensioni, cosicché lo standard originario (per la troppa concorrenza dell'estensione Microsoft) cessa di essere utilizzato, estinguendosi. Solo per fare un esempio, recentemente Microsoft ha ottenuto l'approvazione dall'ISO (International Organization for Standardization) delle proprie specifiche OOXML (Office Open XML), riuscendo così in un nuovo tentativo di controllo degli standard.
I software Microsoft sono inoltre presentati come una "scelta" sicura per i manager nel campo dell'information technology che acquistano software per le proprie aziende. In una nota interna per il consiglio di amministrazione Microsoft sullo sviluppo del C++, Aaron Contorer ha affermato:

## Imposizione di copyright

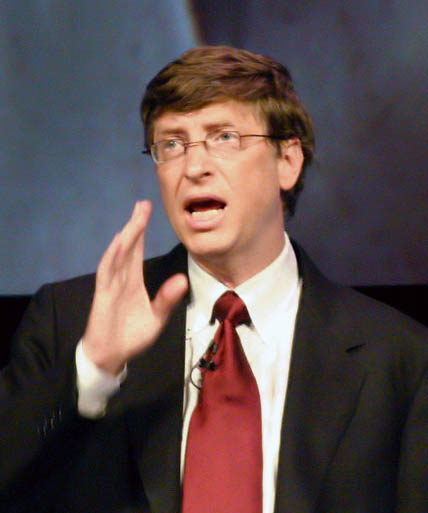
Bill Gates all'IT forum 2004 di Copenaghen

Quando la Microsoft scoprì che il suo primo prodotto, Altair BASIC, era largamente soggetto a pirateria informatica, il fondatore Bill Gates redasse la famosa Lettera aperta agli hobbisti, in cui accusò apertamente molti hobbisti di aver trafugato il software in oggetto. La lettera di Bill Gates suscitò diverse risposte: una parte degli hobbisti obiettò all'accusa, mentre un'altra parte di essi tagliò corto patteggiando un risarcimento. Il disaccordo sulla questione della facoltà di registrare i software ancor oggi continua, portato avanti soprattutto dai movimenti che supportano il software libero: Microsoft sostiene che il software libero disponibile sotto licenza GPL sarebbe «potenzialmente virale», e la stessa licenza GPL sarebbe una «licenza virale» che «infetta» il software proprietario e costringe i suoi sviluppatori a rendere disponibili al pubblico sorgenti coperte da copyright.
I cosiddetti Halloween Documents, una serie di memoranda interni alla Microsoft trapelati a partire dal 1998 e riguardanti le strategie a proposito dei software open source, rivelano che alcuni addetti Microsoft percepiscono i software open source (in particolare Linux) come una crescente minaccia per la posizione di Microsoft sul mercato dei software. Gli Halloween Documents ammettono che talune parti Linux sarebbero superiori alle corrispettive e contemporanee parti disponibili su Microsoft Windows e delineano una strategia di «demercificazione di protocolli e applicazioni».
Un altro punto di dibattito della critica riguarda il fatto che la Microsoft userebbe le distribuzioni shared source per estrapolare i nomi degli sviluppatori che hanno utilizzato il codice sorgente Microsoft: i critici ritengono che tali sviluppatori potranno un giorno essere oggetto di querele se mai parteciperanno allo sviluppo di prodotti della concorrenza. Questo problema è stato reso noto da pubblicazioni di numerose organizzazioni, tra cui l'American Bar Association e la Open Source Initiative.
Oltretutto, sin dagli anni Novanta, Microsoft è stata accusata di mantenere nascoste o segrete le API: le interfacce dei software dell'azienda sarebbero tenute segrete al fine di ottenere un vantaggio competitivo sul mercato; gli impiegati Microsoft hanno tuttavia ampiamente negato ciò.

## Licenze
Un frequente reclamo nei confronti di Microsoft proviene da quanti hanno intenzione di acquistare un computer senza una copia di Windows preinstallata e – di conseguenza – senza dover pagare una cifra extra per la licenza, o perché vi si voglia installare un altro sistema operativo, oppure perché un'altra licenza era già stata acquistata altrove. Microsoft, infatti, da sempre invita gli OEM (Original Equipment Manufacturers, ovvero i produttori di apparecchiature con componenti originali) a fornire al mercato computer con Windows preinstallato, visto che tale sistema operativo è il più diffuso al mondo e numerosi sarebbero i vantaggi anche per il consumatore che in tal modo non deve faticare ad installare il sistema operativo dopo l'acquisto dell'hardware. Dal punto di vista economico, non è facile stabilire quale sia il prezzo che gli OEM pagano a Microsoft per le licenze, dal momento che il prezzo di tali licenze cambia a seconda degli sconti fatti alle varie OEM e poiché non sono molti i computer che le OEM forniscono senza Windows; nel 2009 Microsoft ha dichiarato che, su un computer del valore di 1000 dollari, il "peso" della licenza per le OEM sarebbe di 50 dollari (il 5%). Questo aumento del prezzo del computer dovuto all'aggiunta di una licenza Windows è stato chiamato da coloro che criticano questo sistema "Windows tax" (la tassa Windows). L'associazione consumatori italiana ADUC ha segnalato all'Unione Europea questa situazione, invitandola a prendere provvedimenti affinché la scelta se installare Windows o meno spetti al consumatore.

Benché sia teoricamente possibile ottenere un computer con sistema operativo diverso da Windows o senza sistema operativo, nella pratica tutti i maggiori venditori di computer continuano ad abbinare Microsoft Windows ai propri hardware. Nel 1998 la sentenza dell'antitrust statunitense contro Microsoft ha stabilito che:
 La Microsoft ha talvolta tentato di fissare i prezzi delle proprie licenze basandosi sul numero di computer venduti dagli OEM (e nel numero venivano inclusi anche i computer venduti senza Windows installato); ma ben presto è giunta la proibizione di questa pratica grazie ad un apposito decreto. D'altro canto nel 2010 la Microsoft ha dichiarato che i suoi accordi con gli OEM per la distribuzione di Windows sono non-esclusivi e gli OEM sono liberi di distribuire computer con differenti sistemi operativi o senza alcun sistema operativo preinstallato.

La Microsoft non provvede a eventuali rimborsi per le licenze Windows vendute tramite gli OEM: secondo l'accordo di licenza con l'utente di Windows 7, la possibilità di ricevere un rimborso per il sistema operativo è infatti determinata dal produttore del computer su cui Windows è installato:

## Pratiche di lavoro

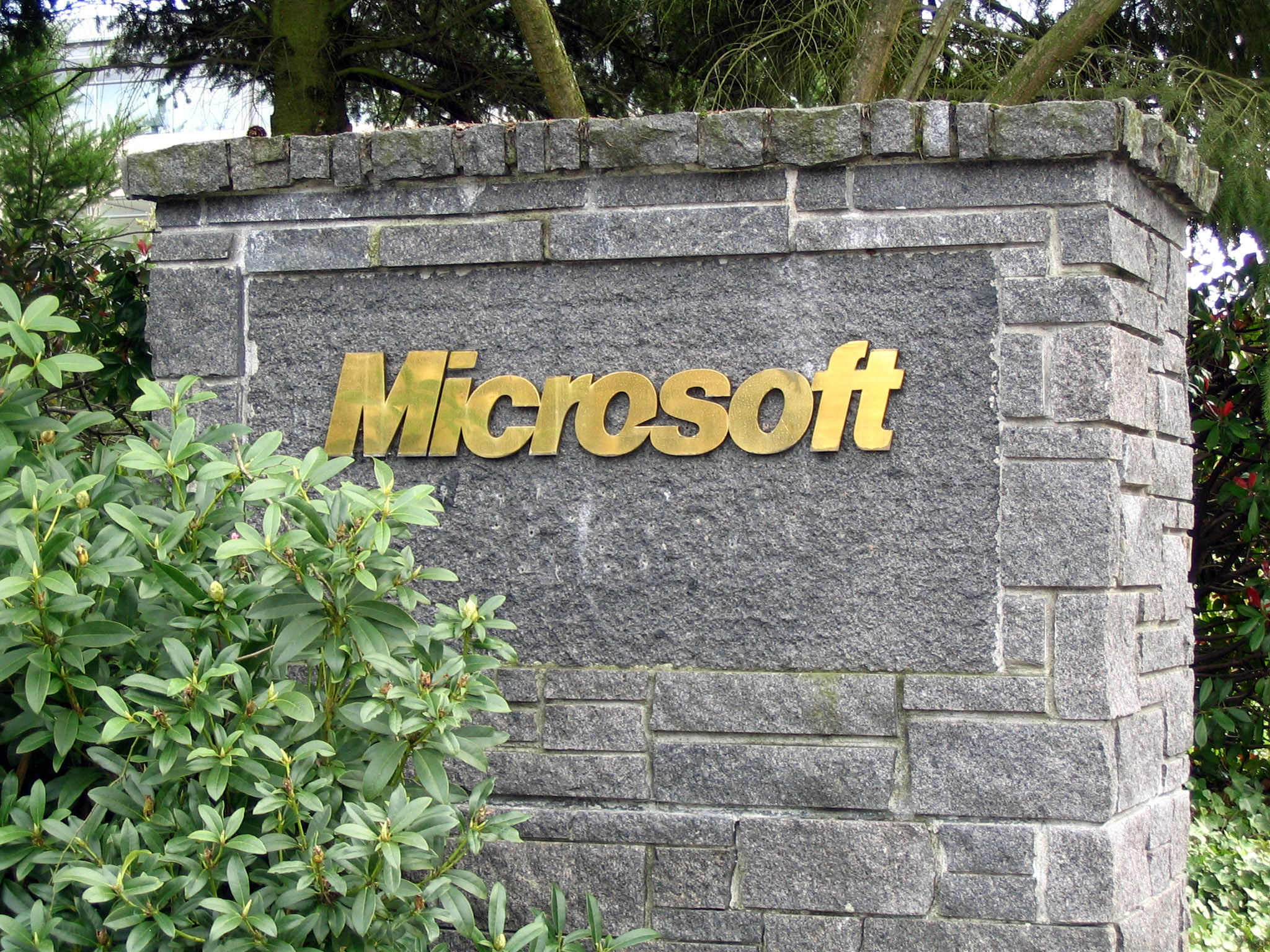
Il logo della Microsoft all'ingresso del campus di Redmond

Mentre ai lavoratori stabili della Microsoft vengono riservati i migliori trattamenti dell'azienda, un largo numero di altri lavoratori è escluso da tali privilegi. Le pratiche di lavoro recriminate sono soprattutto l'uso di lavoratori assunti per anni con contratti precari (senza che peraltro possano godere di cure mediche in caso di necessità), l'uso di tecniche di ritenzione forzata dei lavoratori (per cui l'impiegato viene, con contratti legali, forzato di fatto a rimanere alle dipendenze dell'azienda), così come l'uso di tradizionali misure atte alla riduzione dei costi per l'azienda: dal taglio dei benefici medici, alla mancanza di salviette nei bagni dei lavoratori.
Storicamente la Microsoft è stata anche accusata di sovraccaricare di lavoro i propri impiegati, inducendoli in molti casi addirittura al burnout nell'arco di pochi anni di lavoro all'interno dell'azienda. La Microsoft per questo motivo è stata spesso definita come una "sfruttatrice di velluto" (Velvet sweatshop), espressione coniata nel 1989 in un articolo del Seattle Times e successivamente utilizzata da alcuni degli stessi lavoratori per descrivere la propria azienda.. Questa definizione deriva dal fatto che la Microsoft provvede praticamente ad ogni cosa per i suoi dipendenti all'interno del luogo di lavoro, ma in cambio li sovraccarica a tal punto che potrebbero esserci danni per la loro salute. Per esempio: sebbene le zone ristoro all'interno dei luoghi di lavoro offrano diversi prodotti gratuiti e molti uffici contengano persino palestre e docce, tuttavia la Microsoft è stata accusata di trattenere i propri lavoratori per troppe ore, dando loro un carico di lavoro spropositatamente ampio. Numerosi libri si sono dedicati a descrivere questo "sfruttamento di velluto".

## Corruzione di istituti e pubblicità ingannevoli
I critici hanno più volte asserito che la Microsoft avrebbe elargito finanziamenti a Think tank (circoli di esperti) e organizzazioni commerciali - quali l'Alexis de Tocqueville Institution (AdTI - gruppo statunitense di esperti di sfera conservatrice che produce ricerche sulle politiche aziendali e statali), l'Independent Institute (il corrispettivo liberale dell'Alexis de Tocqueville Institution) e l'Americans for Technology Leadership (ATL - coalizione di compagnie e organizzazioni che si occupano di tecnologia, le quali hanno più volte sostenuto la necessità di limitare i poteri dei governi su quanto concerne la tecnologia) - al fine di spingerle a dare un sostegno giuridico all'azienda. La stessa ATL, durante il processo di antitrust del 1998, ha spedito ai procuratori generali di 19 stati degli USA un sondaggio in cui pretende di dimostrare loro che «il pubblico crede che i procuratori generali dovrebbero indirizzare le loro energie verso casi più importanti del caso Microsoft». Anche l'Independent Institute, durante lo stesso processo, ha fatto la sua parte mandando alle redazioni del New York Times e del Washington Post annunci a pagina piena da pubblicare, in cui si difende la Microsoft, la quale si è scoperto poi essere stata la finanziatrice di tale campagna pubblicitaria. A sua difesa e a difesa della Microsoft, l'Independent Institute ha poco dopo pubblicato (nel 1999) il libro Winners, Losers & Microsoft: Competition and Antitrust in High Technology.
In una pubblicazione presente nel bollettino dell'Alexis de Tocqueville Institution del 2002, si asserisce che «il software open-source potrebbe costituire un bersaglio per i terroristi». Lo stesso bollettino tuttavia non menziona le modalità con cui il terrorismo potrebbe prender di mira il software open source, dichiarando soltanto che tale software sarebbe più esposto a buchi nella sicurezza rispetto ai software proprietari; in particolare il documento si scaglia contro il software a licenza GPL affermando che sarebbe non vantaggioso. Nel 2004 l'Alexis de Tocqueville Institution ha reso nota una relazione - raccolta poi in un libro pubblicato successivamente - in cui asserisce che Linus Torvalds avrebbe creato il suo sistema operativo Linux basandolo su MINIX e dunque, di fatto, avrebbe plagiato parti di quest'ultimo. Nella smentita arrivata pochi giorni dopo dal creatore stesso di MINIX, Andrew Stuart Tanenbaum, vi è tuttavia il rifiuto categorico delle tesi della Alexis de Tocqueville Institution.
Dal canto suo la Microsoft, per difendersi dalle accuse di aver influenzato a proprio favore tali associazioni, ha ammesso di finanziare diversi Think tank ed istituti (oltre all'AdTI anche l'American Enterprise Institute, il Cato Institute, il Center for Strategic and International Studies e l'Heritage Foundation) sottolineando però il fatto che ad ognuno di questi è garantita l'indipendenza: nessuna ricerca particolare verrebbe dunque direttamente finanziata dalla Microsoft.
Nell'agosto del 2004, l'inglese Advertising Standards Authority (ASA - autorità che si occupa di controllare le pubblicazioni a scopo pubblicitario) ha ordinato alla Microsoft di bloccare la pubblicazione di annunci stampati in cui si reclamava che il costo totale del possesso di un server Linux sarebbe dieci volte maggiore di quello di Windows Server 2003. Il paragone considerava il costo dell'hardware e poneva Linux in svantaggio perché se ne supponeva l'installazione su un hardware più costoso ma meno efficace se paragonato a quello utilizzato per il software Windows.
Il 22 gennaio 2007 Rick Jeliffe (programmatore australiano celebre per aver abbondantemente collaborato nella stesura di importanti linguaggi di programmazione e standard per il web) ha reso noto nel suo blog che un impiegato Microsoft gli avrebbe offerto dei soldi in cambio di poter apportare alcune correzioni negli articoli di Wikipedia riguardanti Office Open XML. L'allora portavoce della Microsoft Catherine Brooker infatti aveva già criticato l'articolo di Wikipedia sul formato OOXML di essere stato «pesantemente scritto» da impiegati IBM che supportavano il principale rivale di Microsoft Office, un'accusa tuttavia priva di evidenze. Jeliffe ha accettato i soldi dalla Microsoft e si è giustificato dicendo che non sarebbe stato «ingaggiato per fare propaganda ma per correggere gli errori che individuavo». Non si è fatta attendere neanche la risposta di Jimmy Wales, fondatore della Wikimedia Foundation, il quale ha definito la proposta della Microsoft immorale.
Nel 2011 il sito web di recensioni Moneylife.in ha reso noto che nella recensione del Nokia Lumia 800 sarebbero stati postati due commenti anonimi, in realtà scritti l'uno da un impiegato Nokia e l'altro da un impiegato Microsoft, che accusavano la recensione del sito di essere basata solamente sui requisiti tecnici del prodotto, senza che l'autore abbia «mai messo un dito sul telefono».

## Blacklist di giornalisti
Numerosi giornalisti hanno pubblicamente accusato la Microsoft di essere stati inseriti in una sorta di "lista nera" dei giornalisti scomodi, cosicché gli è stato negato ogni accesso alle informazioni riguardanti i prodotti del colosso dell'informatica. Così si sono espressi i due giornalisti John C. Dvorak e Mary Jo Foley:
(John C. Dvorak)
(Mary Jo Foley)

## Censure in Cina
La Microsoft (come anche la Google, Yahoo, Cisco, AOL, Skype e altre compagnie) ha cooperato con il governo cinese nel realizzare un efficace sistema di censura della rete internet. Numerosi avvocati a difesa dei diritti umani, come quelli della Human Rights Watch, e gruppi mediatici come Reporter Senza Frontiere hanno criticato le compagnie, rilevando per esempio che è «ironico che compagnie la cui esistenza dipende dalla libertà di informazione ed espressione abbiano preso la parte della censura».

## Collaborazione con la NSA nella sorveglianza del web

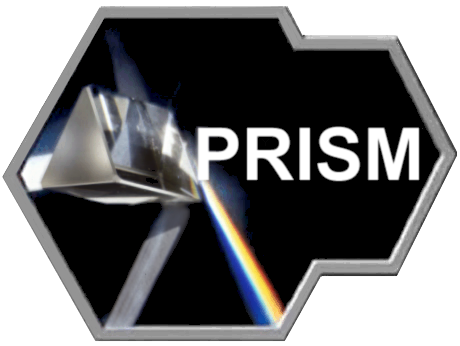
Il logo del programma PRISM

Stando ai documenti fatti trapelare dal The Guardian e dal Washington Post nel giugno 2013, la Microsoft sarebbe stata la prima compagnia a partecipare al programma di sorveglianza PRISM, circostanza poi confermata da funzionari di governo. Il programma autorizza il governo statunitense all'accesso segreto ai dati di cittadini di altre nazioni ospitati su server di compagnie statunitensi senza bisogno di alcun mandato. La Microsoft ha dal canto suo negato la sua partecipazione a questo programma.
Nel luglio del 2013 il quotidiano statunitense The Guardian ha reso noto che i documenti trapelati mostrano che:
- La Microsoft avrebbe aiutato l'NSA ad eludere la propria crittografia per intercettare le web chat tenute su Outlook.com e dato ad essa accesso non cifrato ad Outlook.com nonché alle caselle mail di Hotmail;
- La Microsoft avrebbe autorizzato l'NSA all'accesso ai dati degli utenti del servizio di Cloud computing SkyDrive;
- Dopo l'acquisto di Skype da parte della Microsoft, l'NSA avrebbe triplicato l'ammontare delle videochat intercettate dal PRISM.

In una dichiarazione la Microsoft ha affermato che l'azienda «fornisce dati dei propri clienti solo se richiesto da processi legali»

## Controversie nei confronti di omosessuali
La Microsoft ha ricevuto alcune critiche a riguardo di alcune posizioni prese in merito all'omosessualità: gli utenti Xbox Live sono infatti tenuti a non usare la parola "gay" nel proprio profilo giocatore (neppure se questa parola dovesse essere parte del cognome) e a non fare in alcun modo riferimento all'omosessualità (anche nel caso in cui il giocatore stesso sia omosessuale). Questo perché la compagnia considera il riferimento all'omosessualità un «contenuto di natura sessuale» o comunque «offensivo» per altri utenti e dunque inopportuno. Successivamente all'espulsione di "Teresa", una giocatrice lesbica che è stata oggetto di scherno da parte di altri utenti per il fatto che fosse omosessuale, questa politica nei confronti dell'omosessualità è stata da più parti ampiamente condannata. Stephen Tolouse, un anziano signore membro del team di sviluppo del prodotto Xbox Live, ha poi fatto chiarezza dichiarando che «l'accenno a qualunque orientamento sessuale [...] non è permesso nei profili utente» e che si stava valutando come fare in modo che siano evitate scorrette interpretazioni della norma. Anche le azioni della GLAAD (Gay & Lesbian Alliance Against Defamation) hanno avuto il loro peso nella controversia: l'associazione ha fatto sì che la Microsoft si impegnasse di lì in avanti a difendere i diritti delle comunità LGBT.